# Panathīnaïkos Athlītikos Omilos 2011-2012 (pallacanestro maschile)
Questa voce raccoglie le informazioni riguardanti il Panathīnaïkos B.C. nelle competizioni ufficiali della stagione 2011-2012.

## Stagione
La stagione 2011-2012 del Panathīnaïkos è la 61ª nel massimo campionato greco di pallacanestro, l'A1 Ethniki.

## Roster
Aggiornato al 18 luglio 2018.
| Panathīnaïkos 2011-12 | Panathīnaïkos 2011-12 |
| Giocatori             | Staff tecnico         |
| --------------------- | --------------------- |

| N. | Naz.                                        | Ruolo | Nome                     | Anno | Alt.   | Peso   |  |
| -- | ------------------------------------------- | ----- | ------------------------ | ---- | ------ | ------ |  |
| 5  | Grecia (bandiera)                           | PG    | Fōtīs Zoumpos            | 1993 | 190 cm | 90 kg  |  |
| 6  | Australia (bandiera)                        | C     | Aleks Marić              | 1984 | 211 cm | 125 kg |  |
| 7  | Grecia (bandiera)                           | AP    | Stratos Perperoglou      | 1984 | 203 cm | 104 kg |  |
| 8  | Stati Uniti (bandiera)                      | AG    | Mike Batiste             | 1977 | 204 cm | 110 kg |  |
| 9  | Stati Uniti (bandiera) · Polonia (bandiera) | G     | David Logan              | 1982 | 185 cm | 77 kg  |  |
| 10 | Rep. Centrafricana (bandiera)               | AP    | Romain Sato              | 1981 | 195 cm | 98 kg  |  |
| 11 | Stati Uniti (bandiera) · Grecia (bandiera)  | AG    | Pat Calathes             | 1985 | 208 cm | 104 kg |  |
| 12 | Grecia (bandiera)                           | C     | Kōstas Tsartsarīs        | 1979 | 209 cm | 116 kg |  |
| 13 | Grecia (bandiera)                           | PG    | Dīmītrīs Diamantidīs (C) | 1980 | 196 cm | 100 kg |  |
| 14 | Grecia (bandiera)                           | C     | Ian Vougioukas           | 1985 | 211 cm | 122 kg |  |
| 15 | Stati Uniti (bandiera) · Grecia (bandiera)  | P     | Nick Calathes            | 1989 | 198 cm | 97 kg  |  |
| 16 | Grecia (bandiera)                           | AP    | Alexīs Kyritsīs          | 1982 | 198 cm | 100 kg |  |
| 17 | Stati Uniti (bandiera)                      | AG    | Steven Smith             | 1983 | 203 cm | 113 kg |  |
| 18 | Grecia (bandiera)                           | AP    | Kōstas Kaimakoglou       | 1983 | 204 cm | 113 kg |  |
| 19 | Lituania (bandiera)                         | P     | Šarūnas Jasikevičius     | 1976 | 192 cm | 92 kg  |  |

| Allenatore                                                                                  |
| - Željko Obradović                                                                          |
| Assistente/i                                                                                |
| - Dīmītrīs Itoudīs - Andreas Pistiolīs Legenda - (C) Capitano - (IN) Inattivo - Infortunato |

## Mercato

### Sessione estiva
| Acquisti | Acquisti             | Acquisti         | Acquisti      | Acquisti |
| R.       | Nome                 | da               | Modalità      |          |
| -------- | -------------------- | ---------------- | ------------- | -------- |
| G        | David Logan          | Saski Baskonia   | definitivo    |          |
| AG       | Pat Calathes         | Kolossos Rodi    | definitivo    |          |
| P        | Šarūnas Jasikevičius | Fenerbahçe       | definitivo    |          |
| AG       | Steven Smith         | Panellīnios      | definitivo    |          |
| AP       | Alexīs Kyritsīs      | Īlysiakos        | definitivo    |          |
| C        | Giorgi Shermadini    | Olimpija Lubiana | fine prestito |          |

| Cessioni | Cessioni             | Cessioni       | Cessioni       | Cessioni |
| R.       | Nome                 | a              | Modalità       |          |
| -------- | -------------------- | -------------- | -------------- | -------- |
| AP       | Milenko Tepić        | Siviglia       | rescissione    |          |
| AG       | Antōnīs Fōtsīs       | Olimpia Milano | fine contratto |          |
| G        | Drew Nicholas        | Olimpia Milano | fine contratto |          |
| C        | Giōrgos Mpogrīs      | Peristeri      | rescissione    |          |
| PG       | Ioannis Karamalegkos | Amyntas        | fine contratto |          |
| C        | Giorgi Shermadini    | Pall. Cantù    | prestito       |          |